# Клод Абб
Клод Абб (фр. Claude Abbes, 24 травня 1927, Фожер — 11 квітня 2008, Париж) — французький футболіст, що грав на позиції воротаря, зокрема, за клуб «Сент-Етьєн», а також національну збірну Франції. По завершенні ігрової кар'єри — тренер.
Чемпіон Франції. Дворазовий володар Суперкубка Франції. Володар Кубка Франції. 

## Клубна кар'єра
У футболі дебютував 1950 року виступами за команду «Безьє», в якій провів два сезони, взявши участь у 75 матчах чемпіонату. 
Своєю грою за цю команду привернув увагу представників тренерського штабу клубу «Сент-Етьєн», до складу якого приєднався 1952 року. Відіграв за команду із Сент-Етьєна наступні вісім сезонів своєї ігрової кар'єри. Більшість часу, проведеного у складі «Сент-Етьєна», був основним голкіпером команди.
Згодом з 1960 по 1962 рік грав у складі команд «Ліон» та «Сент-Етьєн». Протягом цих років виборов титул володаря Суперкубка Франції.
Завершив професійну ігрову кар'єру у клубі «Монтелімар», за команду якого виступав протягом 1962—1967 років.

## Виступи за збірну
1957 року дебютував в офіційних матчах у складі національної збірної Франції. Протягом кар'єри у національній команді провів у її формі 9 матчів.
У складі збірної був учасником двох чемпіонатів світу:
1954 року у Швейцарії був присутній в заявці, але на поле не виходив.
1958 року у Швеції, на якому команда здобула бронзові нагороди. Зіграв проти Шотландії (2-1), Північної Ірландії (4-0), Бразилії (2-5) і ФРН (6-3).

## Кар'єра тренера
Розпочав тренерську кар'єру, ще продовжуючи грати на полі, 1962 року, очоливши тренерський штаб клубу «Монтелімар». Досвід тренерської роботи обмежився цим клубом.
Помер 11 квітня 2008 року на 81-му році життя у місті Париж.

## Титули і досягнення
- Чемпіон Франції (1):

«Сент-Етьєн»: 1956—1957
- Володар Суперкубка Франції (2):

«Сент-Етьєн»: 1957, 1962
- Володар Кубка Франції (1):

«Сент-Етьєн»: 1961—1962
Збірні
- Бронзовий призер чемпіонату світу: 1958